# Hegyi likacsosgomba
A hegyi likacsosgomba (Bondarzewia mesenterica) a Bondarzewiaceae családba tartozó, Eurázsiában és Észak-Amerikában honos, fenyők törzsén élősködő, fiatalon ehető gombafaj.

## Megjelenése
A hegyi likacsosgomba termőteste 4-30 cm széles, legyező formájú, de sokszor szabálytalan, közös tőről több termőtest rozettaszerűen összenőhet. Színe okker- vagy halványbarnás, kissé zónázott. Felszíne nemezes, bársonyos, sugarasan szálas. Széle hullámos.
Termőrétege csöves. A pórusok nagyok, eleinte kerekek, idősen szögletesek. Színe fehéres. 
Húsa fiatalon fehéres-halványsárgás, puha, majd hamarosan szívóssá, bőrszerűvé válik. Szaga kellemes, fiatalon kissé ánizsos; íze kezdetben enyhe vagy csípős, később kesernyés.
Spórapora fehér. Spórája 5-8 x 5-7 µm-es.

### Hasonló fajok
Az óriás bokrosgomba, az ágas tapló, a sárga gévagomba hasonlíthat hozzá.

## Elterjedése és termőhelye
Eurázsiában és Észak-Amerikában honos.
Jegenyefenyő vagy luc törzsén, a gyökerek közelében található meg, a fákon élősködik, azok anyagában fehérkorhadást okoz. Augusztustól októberig terem. 
A fiatal példányok ehetők, csípős ízük hőkezelés után eltűnik.  

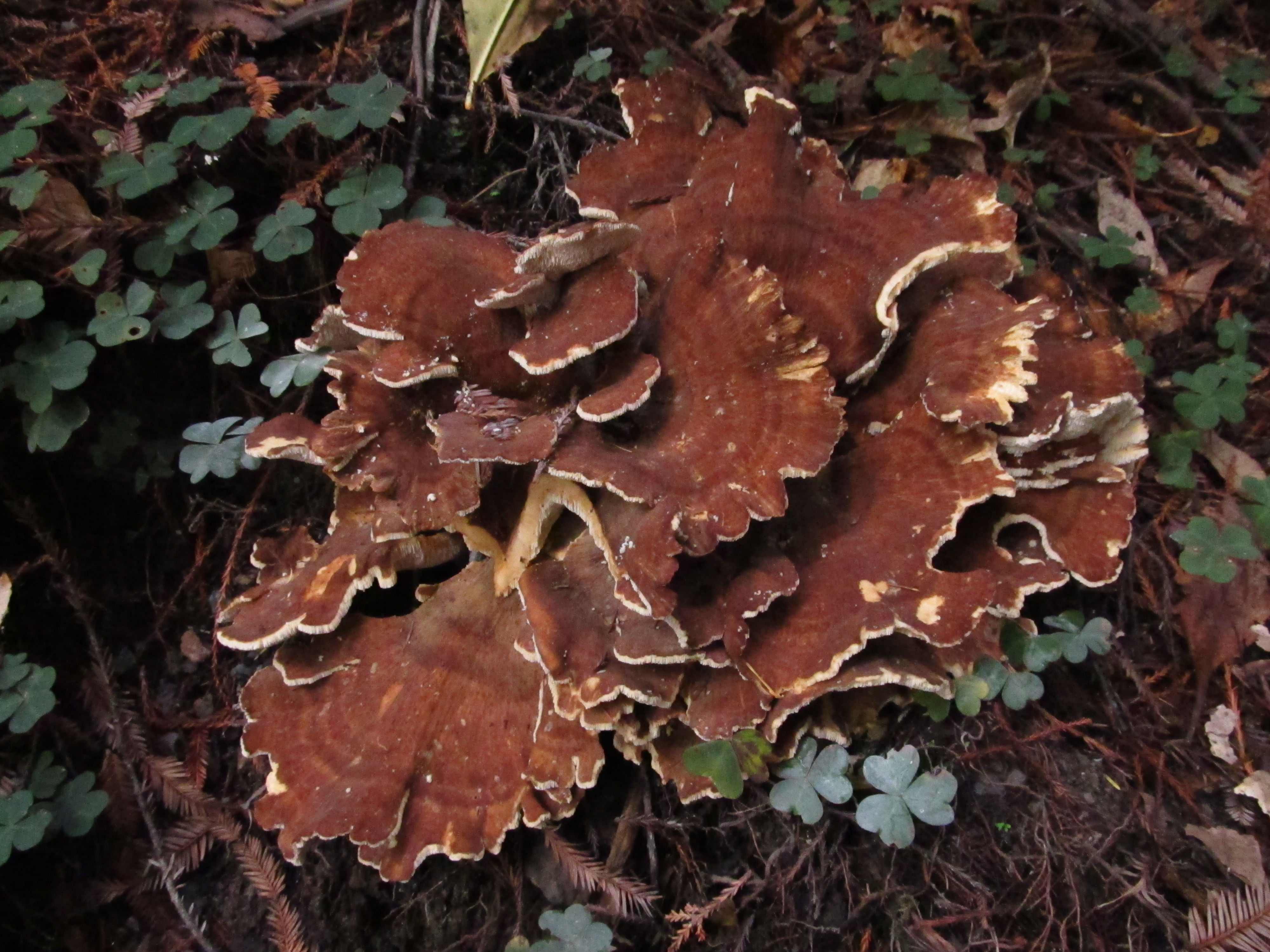
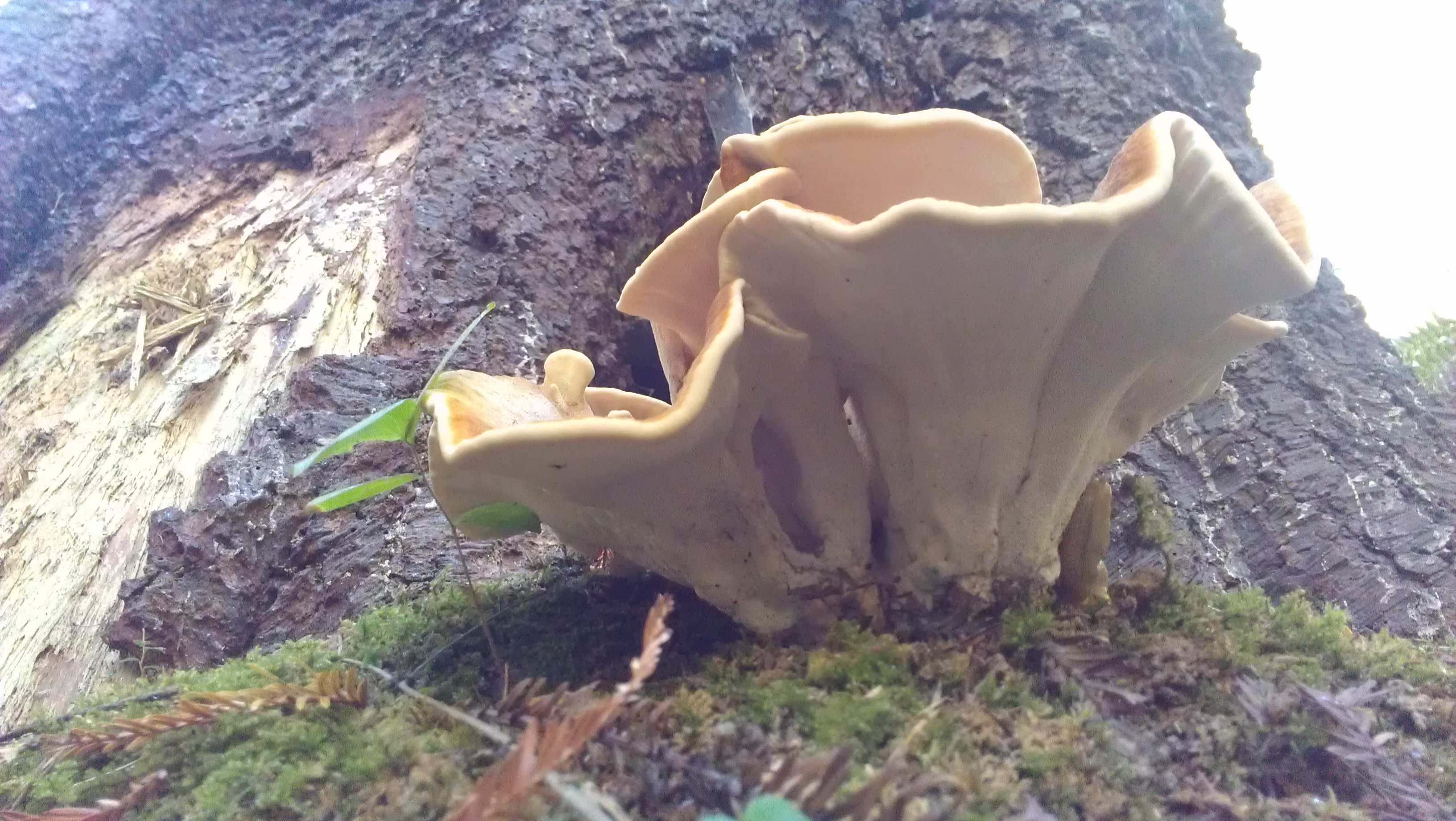
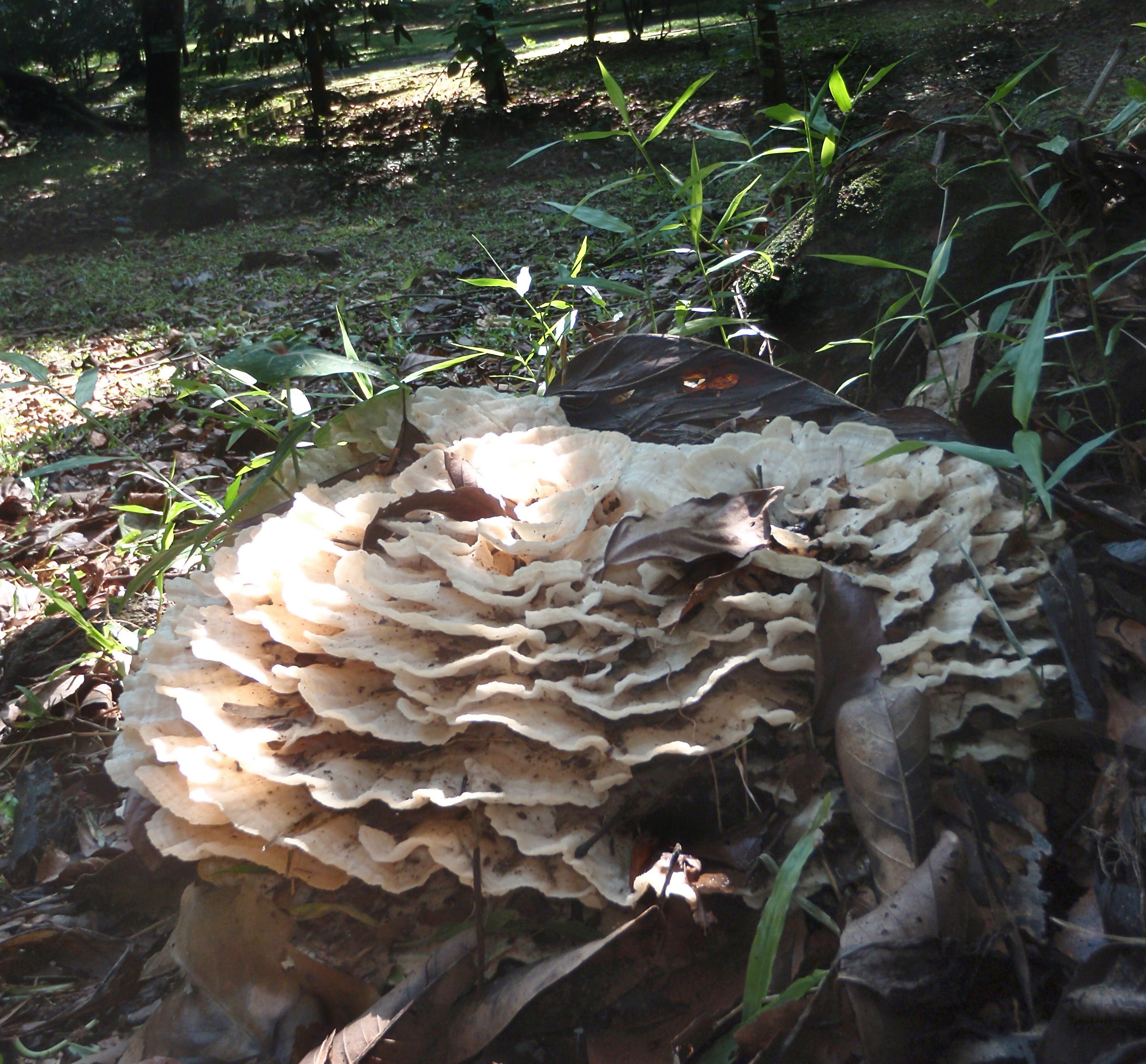